# Notre-Dame-de-l'Arsenic
Pour plus de détails, voir Fiche technique et Distribution.
Le film, Notre-Dame-de-l'Arsenic, est un film de quarante-huit minutes. Il s'agit d'un film québécois réalisé par Christian Mathieu Fournier et Martin Frigon.

## Description
Ce film est un reportage sur la vie des personnes qui vivent dans le quartier Notre-Dame à Rouyn-Noranda. «Les résidents du quartier Notre-Dame (QDN) à Rouyn-Noranda, adultes comme enfants, sont quatre fois plus  imprégnés d'arsenic que les membres d'un groupe-témoin situés à Amos». Ce métrage est sorti lors du printemps 2023, le 15 avril plus précisément.

## Synopsis

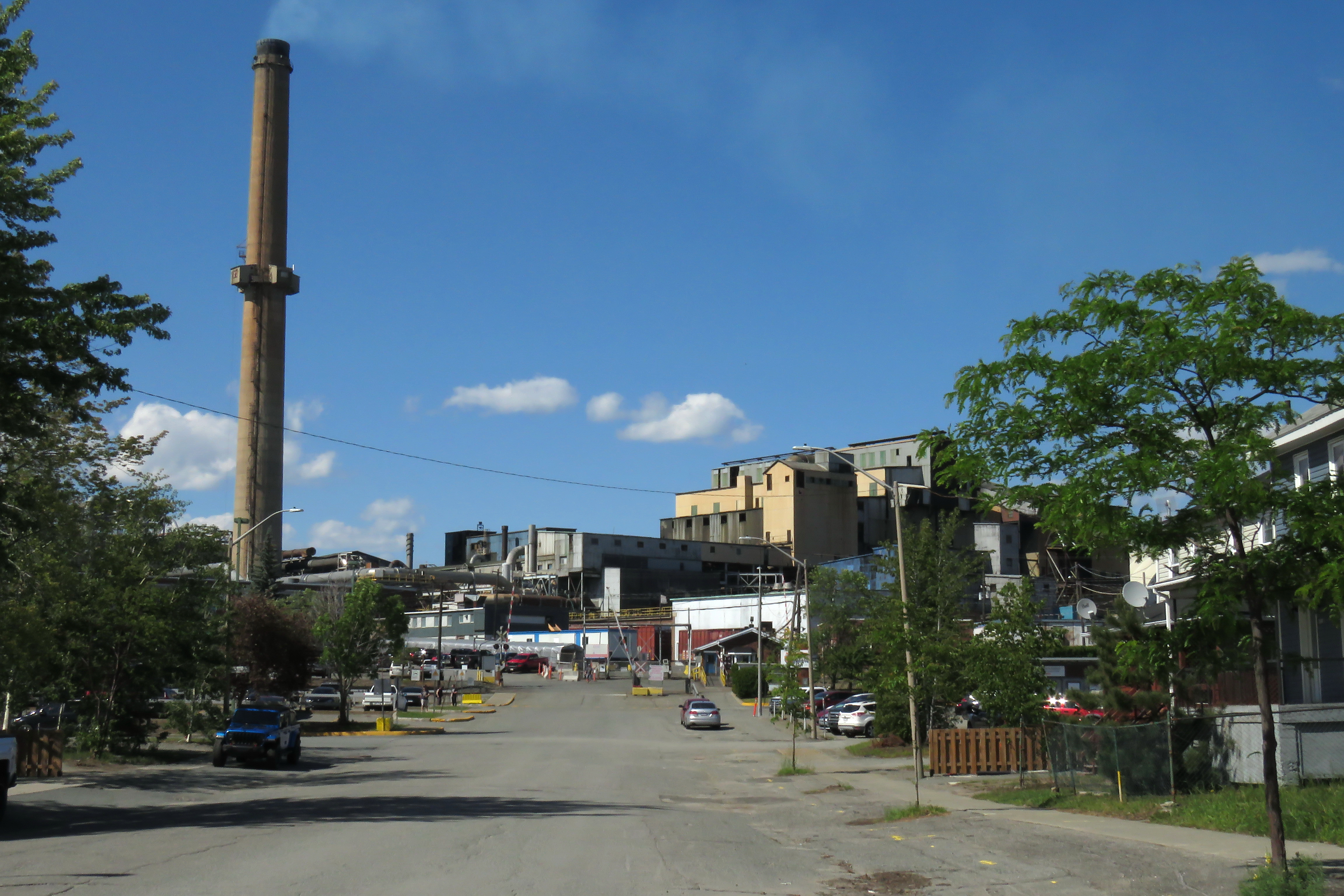
La Fonderie Horne dans le quartier Noranda

À la suite de tous événements environnements survenus depuis 2019, nous pouvons voir plusieurs manifestations qui se sont déroulées à Rouyn-Noranda. Les citoyens, du quartier Notre-Dame, sont à bout de ces émissions émises par la multinationale. La Fonderie Horne est située à quelques coins de rue du quartier. Plusieurs familles, habitant le quartier, se sont jointes aux manifestations. Parmi ces familles, il y a plusieurs métiers différents effectués par les adultes.

À travers les yeux d’ex-travailleurs, de militants, de médecins, de mères et de pères, les portes de la ville s’ouvrent l’une après l’autre. Lancés dans une quête pour découvrir ce qui a permis à la multinationale Glencore de faire pleuvoir de telles quantités d’arsenic, de plomb et de cadmium sur la ville de leur enfance, ils se questionnent sur leur avenir.
Ces familles se livrent au cours de ce long métrage, de leurs sentiments et leurs doutes envers leurs enfants, le futur de la ville et de leur quartier. Ces familles sont au coeur des émissions et ils sont touchés directement.

## Fiche technique[4]
Réalisateur :Martin Frigon et Christian Mathieu Fournier
Scénarisation : Martin Frigon et Christian Mathieu Fournier
Image et son : Christian Mathieu Fournier
Montage : Vincent Guignard
Conception sonore et mixage : Jérôme Boiteau
Musique originale : Martin Lizotte
Prise de son additionnelle : Martin Frigon
Montage son : Gabriel Plante
Coordonnatrice de postproduction : Isabelle Dupéré (Studio Expression)
Conseillère juridique : Vivianne De Kinder
Libération des droits musicaux : Josée-Anne Trembley et LaNégo
Recherchiste en audiovisuel : Emma Brunet et LaNégo
encodage pour malentendants et vidéodescription : Studio Expression
Assurance : Globalex